# Adalbald van Ostrevant
De heilige Adalbald (Latijn: Adelbaldus, gestorven in Périgueux, omstreeks 650) was de echtgenoot van Richtrudis en de vader van Eusebia, Maurontius van Dowaai, Clotsildis en Adalsindis, die alle vijf als heilig beschouwd werden. Adelbaldus  was afkomstig uit de streek van Dowaai en was een zoon of een kleinzoon van de heilige Gertrudis de Oude. Hij diende aan de hoven van de Merovingische koningen Dagobert I en Clovis II. 
In 635 of 636 maakte Adelbaldus deel uit van een expeditieleger van koning Dagobert I en werd uitgezonden naar Gascogne om een lokale opstand neer te slaan. Daar leerde hij Richtrudis kennen. De heilige Amandus was een goede vriend van zowel Adelbaldus als  Richtrudis die hem als hun geestelijke vader zagen. Sommige bronnen geven aan dat Amandus hen in de echt zou verbonden hebben. Hun huwelijk kreeg niet de steun van de familie van Richtrudis die haar liever niet zagen huwen met iemand uit Austrasië. Hij bleef in onmin leven met de familieleden van zijn echtgenote, en werd ten slotte door hen vermoord toen hij een reis door Aquitanië ondernam.
Adalbald wordt vereerd als martelaar. Zijn feestdag is op 2 februari, dit is ofwel de dag van zijn overlijden ofwel de dag van het verplaatsen van zijn relieken.
Adalbald is de patroonheilige van de grote gezinnen.